# Puchar Świata w Wioślarstwie 2009
Puchar Świata w wioślarstwie 2009 – rozpoczął się 29 maja 2009 r. regatami na jeziorze w hiszpańskim Banyoles, a zakończył 12 lipca 2009 r. regatami na jeziorze w szwajcarskiej Lucernie.
Puchar Świata w Wioślarstwie składał się z trzech etapów, które odbywały się w Banyoles, Monachium i Lucernie.

## Zwycięzcy
| Poz. | Kraj            | I etap | II etap | III etap | Punkty razem |
| ---- | --------------- | ------ | ------- | -------- | ------------ |
| 1    | Wielka Brytania | 94     | 67      | 52       | 213          |
| 2    | Niemcy          | 14     | 69      | 62       | 145          |
| 3    | Nowa Zelandia   | 0      | 50      | 50       | 100          |

## Klasyfikacje

### Klasyfikacja generalna
| Poz. | Kraj              | W1x | M1x | W2- | M2- | LW2x | LM2x | W2x | M2x | LM4- | M4- | W4x | M4x | W8+ | M8+ | I etap | II etap | III etap | Punkty razem | Strata do lidera |
| ---- | ----------------- | --- | --- | --- | --- | ---- | ---- | --- | --- | ---- | --- | --- | --- | --- | --- | ------ | ------- | -------- | ------------ | ---------------- |
| 1    | Wielka Brytania   | 16  | 14  | 16  | 20  | 20   | 11   | 11  | 14  | 9    | 21  | 17  | 16  | 11  | 14  | 94     | 67      | 52       | 213          | 0                |
| 2    | Niemcy            |     | 4   | 11  |     | 18   | 3    | 10  | 16  | 16   | 12  | 11  | 11  | 12  | 16  | 14     | 69      | 62       | 145          | -68              |
| 3    | Nowa Zelandia     | 12  | 16  | 16  | 16  |      | 16   | 4   | 10  |      |     | 10  |     |     |     | 0      | 50      | 50       | 100          | -113             |
| 4    | Polska            | 2   |     | 3   |     | 7    | 2    | 19  | 2   | 1    | 1   |     | 14  | 6   | 15  | 28     | 32      | 12       | 72           | -141             |
| 5    | Włochy            |     |     | 5   |     |      | 18   | 8   | 1   | 8    |     | 7   | 3   |     | 10  | 38     | 6       | 16       | 60           | -153             |
| 6    | Czechy            | 16  | 7   |     | 7   |      |      |     |     | 8    | 9   |     | 2   |     |     | 7      | 23      | 20       | 50           | -163             |
| 7    | Stany Zjednoczone | 4   |     | 4   | 6   | 1    |      | 8   | 3   |      | 5   | 6   | 4   | 6   | 1   | 8      | 0       | 40       | 48           | -165             |
| 8    | Francja           | 2   |     | 4   | 2   |      | 10   |     | 12  | 7    | 6   |     | 1   |     |     | 23     | 0       | 21       | 44           | -169             |
| 9    | Chiny             | 5   |     | 8   |     |      | 1    | 3   | 1   | 5    |     | 4   |     | 9   | 4   | 0      | 29      | 11       | 40           | -173             |
| 10   | Kanada            |     |     |     | 5   | 10   | 12   |     |     |      |     |     | 5   |     | 6   | 21     | 0       | 17       | 39           | -174             |
| 11   | Holandia          | 3   |     |     | 5   | 1    | 3    |     |     | 1    |     | 6   |     | 5   | 9   | 15     | 5       | 13       | 33           | -180             |
| 12   | Dania             |     |     |     |     |      | 5    | 3   |     | 24   |     |     |     |     |     | 9      | 15      | 8        | 32           | -181             |
| 13   | Belgia            | 3   | 10  |     |     | 10   |      |     |     |      |     |     |     |     |     | 5      | 5       | 13       | 23           | -190             |
| 13   | Słowenia          | 6   |     |     |     |      |      |     | 3   |      | 4   |     | 10  |     |     | 0      | 9       | 14       | 23           | -190             |
| 15   | Grecja            |     | 2   |     | 7   | 5    |      |     |     |      | 5   |     |     |     |     | 12     | 0       | 7        | 19           | -194             |
| 16   | Norwegia          | 1   | 17  |     |     |      |      |     |     |      |     |     |     |     |     | 6      | 5       | 7        | 18           | -195             |
| 17   | Hiszpania         | 5   |     |     |     | 6    |      |     |     | 2    | 4   |     |     |     |     | 17     | 0       | 0        | 17           | -196             |
| 17   | Rosja             | 5   |     | 6   |     |      |      |     |     |      |     |     | 6   |     |     | 10     | 7       | 0        | 17           | -196             |
| 19   | Chorwacja         |     |     |     |     |      |      |     | 6   |      | 10  |     |     |     |     | 7      | 9       | 0        | 16           | -197             |
| 20   | Białoruś          |     | 4   |     | 1   |      |      | 2   |     |      | 2   | 4   |     | 2   |     | 5      | 4       | 6        | 15           | -198             |
| 21   | Rumunia           |     |     |     |     |      |      |     |     |      |     |     |     | 13  |     | 0      | 5       | 8        | 13           | -200             |
| 22   | Szwecja           | 9   | 1   |     |     |      |      |     |     |      |     |     |     |     |     | 6      | 0       | 4        | 10           | -203             |
| 23   | Bułgaria          |     |     |     |     |      |      | 9   |     |      |     |     |     |     |     | 0      | 4       | 5        | 9            | -204             |
| 24   | Estonia           |     |     |     |     |      |      |     | 8   |      |     |     |     |     |     | 0      | 3       | 5        | 8            | -205             |
| 24   | Południowa Afryka |     |     |     | 8   |      |      |     |     |      |     |     |     |     |     | 6      | 0       | 2        | 8            | -205             |
| 26   | Serbia            |     |     |     | 6   |      |      |     |     |      |     |     |     |     |     | 4      | 2       | 0        | 6            | -207             |
| 27   | Litwa             |     | 5   |     |     |      |      |     |     |      |     |     |     |     |     | 0      | 2       | 3        | 5            | -208             |
| 28   | Kuba              |     | 4   |     |     |      |      |     |     |      |     |     |     |     |     | 4      | 0       | 0        | 4            | -209             |
| 28   | Szwajcaria        |     | 3   |     |     |      |      |     | 1   |      |     |     |     |     |     | 0      | 3       | 1        | 4            | -209             |
| 30   | Węgry             |     |     |     | 3   |      |      |     |     |      |     |     |     |     |     | 0      | 3       | 0        | 3            | -210             |
| 31   | Japonia           |     |     |     |     |      |      |     |     | 2    |     |     |     |     |     | 0      | 2       | 0        | 2            | -211             |
| 32   | Austria           |     |     |     |     | 1    |      |     |     |      |     |     |     |     |     | 0      | 1       | 0        | 1            | -212             |

### Regaty na jeziorze Banyoles
| Poz. | Kraj              | W1x | M1x | W2- | M2- | LW2x | LM2x | W2x | M2x | LM4- | M4- | W4x | M4x | W8+ | M8+ | Punkty razem | Strata do lidera |
| ---- | ----------------- | --- | --- | --- | --- | ---- | ---- | --- | --- | ---- | --- | --- | --- | --- | --- | ------------ | ---------------- |
| 1    | Wielka Brytania   | 8   | 8   | 8   | 8   | 4    | 4    | 8   | 8   | 3    | 8   | 8   | 6   | 8   | 5   | 94           | 0                |
| 2    | Włochy            |     |     | 5   |     |      | 8    | 6   | 1   | 5    |     | 5   |     |     | 8   | 38           | -48              |
| 3    | Polska            |     |     | 3   |     |      |      | 5   |     |      |     |     | 8   | 6   | 6   | 28           | -64              |
| 4    | Francja           | 2   |     | 4   | 2   |      | 5    |     | 6   | 1    | 3   |     |     |     |     | 23           | -64              |
| 5    | Kanada            |     |     |     | 5   | 5    | 6    |     |     |      |     |     | 5   |     |     | 21           | -65              |
| 6    | Hiszpania         | 5   |     |     |     | 6    |      |     |     | 2    | 4   |     |     |     |     | 17           | -69              |
| 7    | Holandia          | 3   |     |     |     | 1    | 1    |     |     |      |     | 6   |     |     | 4   | 15           | -71              |
| 8    | Niemcy            |     |     |     |     | 8    |      |     |     | 6    |     |     |     |     |     | 14           | -72              |
| 9    | Grecja            |     | 2   |     | 3   | 2    |      |     |     |      | 5   |     |     |     |     | 12           | -74              |
| 10   | Rosja             |     |     | 6   |     |      |      |     |     |      |     |     | 4   |     |     | 10           | -76              |
| 11   | Dania             |     |     |     |     |      |      | 1   |     | 8    |     |     |     |     |     | 9            | -78              |
| 12   | Stany Zjednoczone | 4   |     |     | 1   |      |      |     | 3   |      |     |     |     |     |     | 8            | -78              |
| 13   | Chorwacja         |     |     |     |     |      |      |     | 5   |      | 2   |     |     |     |     | 7            | -79              |
| 13   | Czechy            |     | 1   |     |     |      |      |     |     |      | 6   |     |     |     |     | 7            | -79              |
| 15   | Norwegia          |     | 6   |     |     |      |      |     |     |      |     |     |     |     |     | 6            | -80              |
| 15   | Szwecja           | 6   |     |     |     |      |      |     |     |      |     |     |     |     |     | 6            | -80              |
| 15   | Południowa Afryka |     |     |     | 6   |      |      |     |     |      |     |     |     |     |     | 6            | -80              |
| 18   | Belgia            |     | 5   |     |     |      |      |     |     |      |     |     |     |     |     | 5            | -81              |
| 18   | Białoruś          |     | 3   |     |     |      |      | 2   |     |      |     |     |     |     |     | 5            | -81              |
| 20   | Kuba              |     | 4   |     |     |      |      |     |     |      |     |     |     |     |     | 4            | -82              |
| 20   | Serbia            |     |     |     | 4   |      |      |     |     |      |     |     |     |     |     | 4            | -82              |

#### Konkurencje mężczyzn

##### Jedynka (M1x)
| Poz. | Zawodnik                 | Kraj            | Punkty za etap | Punkty razem | Strata do lidera |
| ---- | ------------------------ | --------------- | -------------- | ------------ | ---------------- |
| 1    | Alan Campbell            | Wielka Brytania | 8              | 8            | 0                |
| 2    | Olaf Tufte               | Norwegia        | 6              | 6            | -2               |
| 3    | Tim Maeyens              | Belgia          | 5              | 5            | -3               |
| 4    | Ángel Fournier           | Kuba            | 4              | 4            | -4               |
| 5    | Stanisłau Szczarbaczenia | Białoruś        | 3              | 3            | -5               |
| 6    | Janis Christu            | Grecja          | 2              | 2            | -6               |
| 7    | Ondřej Synek             | Czechy          | 1              | 1            | -7               |

##### Dwójka bez sternika (M2-)
| Poz. | Zawodnicy                            | Kraj              | Punkty za etap | Punkty razem | Strata do lidera |
| ---- | ------------------------------------ | ----------------- | -------------- | ------------ | ---------------- |
| 1    | Peter Reed Andrew Triggs Hodge       | Wielka Brytania   | 8              | 8            | 0                |
| 2    | Shaun Keeling Ramon di Clemente      | Południowa Afryka | 6              | 6            | -2               |
| 3    | James Dunaway Derek O’Farrell        | Kanada            | 5              | 5            | -3               |
| 4    | Nikola Stojić Goran Jagar            | Serbia            | 4              | 4            | -4               |
| 5    | Nikolaos Gundulas Apostolos Gundulas | Grecja            | 3              | 3            | -5               |
| 6    | Germain Chardin Dorian Mortelette    | Francja           | 2              | 2            | -6               |
| 7    | David Banks Charles Cole             | Stany Zjednoczone | 1              | 1            | -7               |

##### Dwójka podwójna wagi lekkiej (LM2x)
| Poz. | Zawodnicy                         | Kraj            | Punkty za etap | Punkty razem | Strata do lidera |
| ---- | --------------------------------- | --------------- | -------------- | ------------ | ---------------- |
| 1    | Marcello Miani Elia Luini         | Włochy          | 8              | 8            | 0                |
| 2    | Douglas Vandor Cameron Sylvester  | Kanada          | 6              | 6            | -2               |
| 3    | Brice Menet Pierre-Étienne Pollez | Francja         | 5              | 5            | -3               |
| 4    | Robert Williams Paul Mattick      | Wielka Brytania | 4              | 4            | -4               |
| 5    | Maxime Goisset Stany Delayre      | Francja         | 3              | 3            | -5               |
| 6    | Tommaso Sacchini Davide Babboni   | Włochy          | 2              | 2            | -6               |
| 7    | Jaap Schouten Paul Drewes         | Holandia        | 1              | 1            | -7               |

##### Dwójka podwójna (M2x)
| Poz. | Zawodnicy                          | Kraj              | Punkty za etap | Punkty razem | Strata do lidera |
| ---- | ---------------------------------- | ----------------- | -------------- | ------------ | ---------------- |
| 1    | Matthew Wells Stephen Rowbotham    | Wielka Brytania   | 8              | 8            | 0                |
| 2    | Julien Bahain Cédric Berrest       | Francja           | 6              | 6            | -2               |
| 3    | Martin Sinković Valent Sinković    | Chorwacja         | 5              | 5            | -3               |
| 4    | David Šain Damir Martin            | Chorwacja         | 4              | 4            | -4               |
| 5    | Samuel Stitt Glenn Ocha            | Stany Zjednoczone | 3              | 3            | -5               |
| 6    | Jean-Baptiste Macquet Adrien Hardy | Francja           | 2              | 2            | -6               |
| 7    | Matteo Stefanini Simone Raineri    | Włochy            | 1              | 1            | -7               |

##### Czwórka bez sternika wagi lekkiej (LM4-)
| Poz. | Zawodnicy                                                                                   | Kraj            | Punkty za etap | Punkty razem | Strata do lidera |
| ---- | ------------------------------------------------------------------------------------------- | --------------- | -------------- | ------------ | ---------------- |
| 1    | Christian Pedersen Jens Vilhelmsen Kasper Winther Jørgensen Morten Jørgensen                | Dania           | 8              | 8            | 0                |
| 2    | Matthias Schömann-Finck Jost Schömann-Finck Jochen Kühner Martin Kühner                     | Niemcy          | 6              | 6            | -2               |
| 3    | Salvatore Di Somma Catello Amarante Luca Motta Giorgio Tuccinardi                           | Włochy          | 5              | 5            | -3               |
| 4    | Jiří Vlček Fabrizio Gabriele Livio La Padula Martino Goretti                                | Włochy          | 4              | 4            | -4               |
| 5    | Bob Hewitt Stephen Feeney Chris Boddy Chris Bartley                                         | Wielka Brytania | 3              | 3            | -5               |
| 6    | Juan Luis Fernandez Tomas Jordi Llosa Melich Andreu Castellà Gasparín Rubén Álvarez Pedrosa | Hiszpania       | 2              | 2            | -6               |
| 7    | Franck Solforosi Guillaume Raineau Fabrice Moreau Vincent Faucheux                          | Francja         | 1              | 1            | -7               |

##### Czwórka bez sternika (M4-)
| Poz. | Zawodnicy                                                                                     | Kraj            | Punkty za etap | Punkty razem | Strata do lidera |
| ---- | --------------------------------------------------------------------------------------------- | --------------- | -------------- | ------------ | ---------------- |
| 1    | Alex Partridge Richard Egington Alex Gregory Matthew Langridge                                | Wielka Brytania | 8              | 8            | 0                |
| 2    | Jan Gruber Michal Horváth Milan Bruncvík Karel Neffe                                          | Czechy          | 6              | 6            | -2               |
| 3    | Joanis Tsamis Sterjos Papachristos Jorgos Dzialas Pawlos Gawriilidis                          | Grecja          | 5              | 5            | -3               |
| 4    | Alexander Sigurbjörnsson Benet Pau Vela Maggi Marcelino García Cortés Noe Guzman Del Castillo | Hiszpania       | 4              | 4            | -4               |
| 5    | Benjamin Lang Sébastien Lenté Jean-David Bernard Laurent Cadot                                | Francja         | 3              | 3            | -5               |
| 6    | Ante Janjić Alen Banovac Josip Stojčević Marin Bogdan                                         | Chorwacja       | 2              | 2            | -6               |
| 7    | Johnatan Mathis Benjamin Rondeau Frédéric Doucet Julien Desprès                               | Francja         | 1              | 1            | -7               |

##### Czwórka podwójna (M4x)
| Poz. | Zawodnicy                                                            | Kraj            | Punkty za etap | Punkty razem | Strata do lidera |
| ---- | -------------------------------------------------------------------- | --------------- | -------------- | ------------ | ---------------- |
| 1    | Konrad Wasielewski Marek Kolbowicz Michał Jeliński Adam Korol        | Polska          | 8              | 8            | 0                |
| 2    | Charles Cousins Marcus Bateman William Lucas Sam Townsend            | Wielka Brytania | 6              | 6            | -2               |
| 3    | Steven Vanknotsenburg Douglas Csima Andrew Byrnes Gabriel Bergen     | Kanada          | 5              | 5            | -3               |
| 4    | Dienis Kleszniew Artiom Kosow Władimir Wołodienkow Władisław Riabcew | Rosja           | 4              | 4            | -4               |

##### Ósemka (M8+)
| Poz. | Zawodnicy | Kraj            | Punkty za etap | Punkty razem | Strata do lidera |
| ---- | --- | --------------- | -------------- | ------------ | ---------------- |
| 1    | Giuseppe De Vita Marco Resemini Niccolò Mornati Francesco Fossi Dario Dentale Pierpaolo Frattini Raffaello Leonardo Lorenzo Carboncini Gaetano Iannuzzi | Włochy          | 8              | 8            | 0                |
| 2    | Sebastian Kosiorek Jarosław Godek Rafał Hejmej Sławomir Kruszkowski Piotr Hojka Marcin Brzeziński Wojciech Gutorski Mikołaj Burda Daniel Trojanowski    | Polska          | 6              | 6            | -2               |
| 3    | Tom Wilkinson James Foad James Orme Tom Burton Mohamed Sbihi Tom Solesbury Tom Ransley James Clarke Phelan Hill                                         | Wielka Brytania | 5              | 5            | -3               |
| 4    | Nanne Sluis Boaz Meylink David Kuiper Harmen Eefting Sjoerd Hamburger Diederik Simon Olaf van Andel Mitchel Steenman Peter Wiersum                      | Holandia        | 4              | 4            | -4               |

#### Konkurencje kobiet

##### Jedynka (W1x)
| Poz. | Zawodnik                | Kraj              | Punkty za etap | Punkty razem | Strata do lidera |
| ---- | ----------------------- | ----------------- | -------------- | ------------ | ---------------- |
| 1    | Katherine Grainger      | Wielka Brytania   | 8              | 8            | 0                |
| 2    | Frida Svensson          | Szwecja           | 6              | 6            | -2               |
| 3    | Nuria Domínguez Asensio | Hiszpania         | 5              | 5            | -3               |
| 4    | Brett Sickler           | Stany Zjednoczone | 4              | 4            | -4               |
| 5    | Nienke Groen            | Holandia          | 3              | 3            | -5               |
| 6    | Roxane Gabriel          | Francja           | 2              | 2            | -6               |

##### Dwójka bez sternika (W2-)
| Poz. | Zawodnicy                          | Kraj            | Punkty za etap | Punkty razem | Strata do lidera |
| ---- | ---------------------------------- | --------------- | -------------- | ------------ | ---------------- |
| 1    | Louisa Reeve Olivia Whitlam        | Wielka Brytania | 8              | 8            | 0                |
| 2    | Maja Żuczkowa Alewtina Podwiazkina | Rosja           | 6              | 6            | -2               |
| 3    | Samanta Molina Enrica Marasca      | Włochy          | 5              | 5            | -3               |
| 4    | Marie Le Nepvou Stéphanie Dechand  | Francja         | 4              | 4            | -4               |
| 5    | Monica Relph Jacqueline Round      | Wielka Brytania | 3              | 3            | -5               |

##### Dwójka podwójna wagi lekkiej (LW2x)
| Poz. | Zawodnicy                                  | Kraj            | Punkty za etap | Punkty razem | Strata do lidera |
| ---- | ------------------------------------------ | --------------- | -------------- | ------------ | ---------------- |
| 1    | Anja Noske Marie-Louise Dräger             | Niemcy          | 8              | 8            | 0                |
| 2    | Teresa Mas De Xaxars Rivero Ursula Grobler | Hiszpania       | 6              | 6            | -2               |
| 3    | Lindsay Jennerich Sheryl Preston           | Kanada          | 5              | 5            | -3               |
| 4    | Andrea Dennis Sophie Hosking               | Wielka Brytania | 4              | 4            | -4               |
| 5    | Magdalena Kemnitz Agnieszka Renc           | Polska          | 3              | 3            | -5               |
| 6    | Triandafilia Kalamboka Christina Jazidzidu | Grecja          | 2              | 2            | -6               |
| 7    | Rianne Sigmond Maaike Head                 | Holandia        | 1              | 1            | -7               |

##### Dwójka podwójna (W2x)
| Poz. | Zawodnicy                                 | Kraj            | Punkty za etap | Punkty razem | Strata do lidera |
| ---- | ----------------------------------------- | --------------- | -------------- | ------------ | ---------------- |
| 1    | Annabel Vernon Anna Bebington             | Wielka Brytania | 8              | 8            | 0                |
| 2    | Laura Schiavone Elisabetta Sancassani     | Włochy          | 6              | 6            | -2               |
| 3    | Julia Michalska Agata Gramatyka           | Polska          | 5              | 5            | -3               |
| 4    | Magdalena Fularczyk Natalia Madaj         | Polska          | 4              | 4            | -4               |
| 5    | Beth Rodford Katie Greves                 | Wielka Brytania | 3              | 3            | -5               |
| 6    | Anastasija Fadziejenka Kaciaryna Szlupska | Białoruś        | 2              | 2            | -6               |
| 7    | Fie Graugaard-Udby Lea Jakobsen           | Dania           | 1              | 1            | -7               |

##### Czwórka podwójna (W4x)
| Poz. | Zawodnicy                                                         | Kraj            | Punkty za etap | Punkty razem | Strata do lidera |
| ---- | ----------------------------------------------------------------- | --------------- | -------------- | ------------ | ---------------- |
| 1    | Katie Greves Beth Rodford Anna Bebington Annabel Vernon           | Wielka Brytania | 8              | 8            | 0                |
| 2    | Sytske de Groot Claudia Belderbos Carline Bouw Chantal Achterberg | Holandia        | 6              | 6            | -2               |
| 3    | Valentina Calabrese Sara Bertolasi Cristina Pozzan Erika Bello    | Włochy          | 5              | 5            | -3               |

##### Ósemka (W8+)
| Poz. | Zawodnicy | Kraj            | Punkty za etap | Punkty razem | Strata do lidera |
| ---- | --- | --------------- | -------------- | ------------ | ---------------- |
| 1    | Jo Cook Jennifer Farmer Alice Freeman Lindsey Maguire Olivia Whitlam Louisa Reeve Natasha Page Jessica Eddie Caroline O’Connor             | Wielka Brytania | 8              | 8            | 0                |
| 2    | Marlena Ertman Anna Karpowicz Kornelia Nitzler Anna Karzyńska Magdalena Korczak Anna Jankowska Kamila Soćko Katarzyna Wolna Paulina Górska | Polska          | 6              | 6            | -2               |

### Regaty w Monachium
| Poz. | Kraj            | W1x | M1x | W2- | M2- | LW2x | LM2x | W2x | M2x | LM4- | M4- | W4x | M4x | W8+ | M8+ | Punkty razem | Strata do lidera |
| ---- | --------------- | --- | --- | --- | --- | ---- | ---- | --- | --- | ---- | --- | --- | --- | --- | --- | ------------ | ---------------- |
| 1    | Niemcy          |     |     | 5   |     | 6    | 3    | 6   | 8   | 6    | 8   | 8   | 3   | 8   | 8   | 69           | 0                |
| 2    | Wielka Brytania | 4   | 6   | 3   | 6   | 8    | 4    | 5   | 4   | 4    | 5   | 6   | 4   | 3   | 5   | 67           | -2               |
| 3    | Nowa Zelandia   | 6   | 8   | 8   | 8   |      | 8    | 1   | 6   |      |     | 5   |     |     |     | 50           | -19              |
| 4    | Polska          | 2   |     |     |     | 5    | 2    | 8   | 2   | 1    |     |     | 6   |     | 6   | 32           | -37              |
| 5    | Chiny           |     |     | 6   |     |      |      | 3   | 1   | 5    |     | 4   |     | 6   | 4   | 29           | -40              |
| 6    | Czechy          | 8   | 4   |     | 4   |      |      |     |     | 3    | 3   |     | 1   |     |     | 23           | -46              |
| 7    | Dania           |     |     |     |     |      | 5    | 2   |     | 8    |     |     |     |     |     | 15           | -54              |
| 8    | Chorwacja       |     |     |     |     |      |      |     |     |      | 1   |     | 8   |     |     | 9            | -60              |
| 8    | Słowenia        |     |     |     |     |      |      |     |     |      | 4   |     | 5   |     |     | 9            | -60              |
| 9    | Rosja           | 5   |     |     |     |      |      |     |     |      |     |     | 2   |     |     | 7            | -62              |
| 10   | Włochy          |     |     |     |     |      | 6    |     |     |      |     |     |     |     |     | 6            | -63              |
| 11   | Norwegia        |     | 5   |     |     |      |      |     |     |      |     |     |     |     |     | 5            | -64              |
| 11   | Holandia        |     |     |     | 5   |      |      |     |     |      |     |     |     |     |     | 5            | -64              |
| 11   | Rumunia         |     |     |     |     |      |      |     |     |      |     |     |     | 5   |     | 5            | -64              |
| 11   | Belgia          | 1   |     |     |     | 4    |      |     |     |      |     |     |     |     |     | 5            | -64              |
| 15   | Bułgaria        |     |     |     |     |      |      | 4   |     |      |     |     |     |     |     | 4            | -65              |
| 15   | Białoruś        |     | 1   |     | 1   |      |      |     |     |      | 2   |     |     |     |     | 4            | -65              |
| 17   | Szwajcaria      |     | 3   |     |     |      |      |     |     |      |     |     |     |     |     | 3            | -66              |
| 17   | Węgry           |     |     |     | 3   |      |      |     |     |      |     |     |     |     |     | 3            | -66              |
| 17   | Estonia         |     |     |     |     |      |      |     | 3   |      |     |     |     |     |     | 3            | -66              |
| 20   | Litwa           |     | 2   |     |     |      |      |     |     |      |     |     |     |     |     | 2            | -67              |
| 20   | Serbia          |     |     |     | 2   |      |      |     |     |      |     |     |     |     |     | 2            | -67              |
| 20   | Japonia         |     |     |     |     |      |      |     |     | 2    |     |     |     |     |     | 2            | -67              |
| 23   | Austria         |     |     |     |     | 1    |      |     |     |      |     |     |     |     |     | 1            | -68              |

#### Konkurencje mężczyzn

##### Jedynka (M1x)
| Poz. | Zawodnik                 | Kraj            | Punkty za etap | Punkty razem | Strata do lidera |
| ---- | ------------------------ | --------------- | -------------- | ------------ | ---------------- |
| 1    | Mahé Drysdale            | Nowa Zelandia   | 8              | 8            | -4               |
| 2    | Alan Campbell            | Wielka Brytania | 6              | 14           | 0                |
| 3    | Olaf Tufte               | Norwegia        | 5              | 11           | -3               |
| 4    | Ondřej Synek             | Czechy          | 4              | 5            | -9               |
| 5    | André Vonarburg          | Szwajcaria      | 3              | 3            | -11              |
| 6    | Mindaugas Griškonis      | Litwa           | 2              | 2            | -12              |
| 7    | Stanisłau Szczarbaczenia | Białoruś        | 1              | 4            | -8               |

##### Dwójka bez sternika (M2-)
| Poz. | Zawodnik                          | Kraj            | Punkty za etap | Punkty razem | Strata do lidera |
| ---- | --------------------------------- | --------------- | -------------- | ------------ | ---------------- |
| 1    | Eric Murray Hamish Bond           | Nowa Zelandia   | 8              | 8            | -4               |
| 2    | Peter Reed Andrew Triggs Hodge    | Wielka Brytania | 6              | 14           | 0                |
| 3    | David Kuiper Mitchel Steenman     | Holandia        | 5              | 5            | -9               |
| 4    | Jakub Makovička Václav Chalupa    | Czechy          | 4              | 4            | -10              |
| 5    | Adrián Juhász Béla Simon          | Węgry           | 3              | 3            | -11              |
| 6    | Nikola Stojić Goran Jagar         | Serbia          | 2              | 6            | -8               |
| 7    | Andrej Tatarczuk Siarhiej Daniłau | Białoruś        | 1              | 1            | -13              |

##### Dwójka podwójna wagi lekkiej (LM2x)
| Poz. | Zawodnicy                           | Kraj            | Punkty za etap | Punkty razem | Strata do lidera |
| ---- | ----------------------------------- | --------------- | -------------- | ------------ | ---------------- |
| 1    | Storm Uru Peter Taylor              | Nowa Zelandia   | 8              | 8            | -6               |
| 2    | Marcello Miani Elia Luini           | Włochy          | 6              | 14           | 0                |
| 3    | Henrik Stephansen Steffen Jensen    | Dania           | 5              | 5            | -9               |
| 4    | Rob Williams Paul Mattick           | Wielka Brytania | 4              | 8            | -6               |
| 5    | Lars Wichert Michael Wieler         | Niemcy          | 3              | 3            | -11              |
| 6    | Robert Sycz Łukasz Siemion          | Polska          | 2              | 2            | -12              |
| 7    | Mariusz Stańczuk Bartłomiej Leśniak | Polska          | 1              | 1            | -13              |

##### Dwójka podwójna (M2x)
| Poz. | Zawodnicy                       | Kraj            | Punkty za etap | Punkty razem | Strata do lidera |
| ---- | ------------------------------- | --------------- | -------------- | ------------ | ---------------- |
| 1    | Stephan Krüger Eric Knittel     | Niemcy          | 8              | 8            | -4               |
| 2    | Matthew Trott Nathan Cohen      | Nowa Zelandia   | 6              | 6            | -6               |
| 3    | Tim Bartels Mathias Rocher      | Niemcy          | 5              | 5            | -7               |
| 4    | Matthew Wells Stephen Rowbotham | Wielka Brytania | 4              | 12           | 0                |
| 5    | Kaspar Taimsoo Allar Raja       | Estonia         | 3              | 3            | -9               |
| 6    | Michał Słoma Wiktor Chabel      | Polska          | 2              | 2            | -10              |
| 7    | Li Fan Li Fei                   |                 | 1              | 1            | -11              |

##### Czwórka bez sternika wagi lekkiej (LM4-)
| Poz. | Zawodnicy                                                                    | Kraj            | Punkty za etap | Punkty razem | Strata do lidera |
| ---- | ---------------------------------------------------------------------------- | --------------- | -------------- | ------------ | ---------------- |
| 1    | Christian Pedersen Jens Vilhelmsen Kasper Winther Jørgensen Morten Jørgensen | Dania           | 8              | 16           | 0                |
| 2    | Matthias Schömann-Finck Jost Schömann-Finck Jochen Kühner Martin Kühner      | Niemcy          | 6              | 12           | -4               |
| 3    | Zhou Guoyang Li Zhonghua Yang Quanbao Li Yajun                               |                 | 5              | 5            | -11              |
| 4    | Bob Hewitt Stephen Feeney Chris Boddy Chris Bartley                          | Wielka Brytania | 4              | 7            | -9               |
| 5    | Jan Vetešník Ondřej Vetešník Jiří Kopáč Miroslav Vraštil                     | Czechy          | 3              | 3            | -13              |
| 6    | Juan Luis Fernandez Tomas Takahiro Suda Yū Kataoka Hideki Omoto              | Japonia         | 2              | 2            | -14              |
| 7    | Łukasz Pawłowski Bartłomiej Pawełczak Miłosz Bernatajtys Paweł Rańda         | Polska          | 1              | 1            | -15              |

##### Czwórka bez sternika (M4-)
| Poz. | Zawodnicy                                                              | Kraj            | Punkty za etap | Punkty razem | Strata do lidera |
| ---- | ---------------------------------------------------------------------- | --------------- | -------------- | ------------ | ---------------- |
| 1    | Kristof Wilke Richard Schmidt Urs Käufer Filip Adamski                 | Niemcy          | 8              | 8            | -5               |
| 2    | Gregor Hauffe Florian Mennigen Toni Seifert Sebastian Schmidt          | Niemcy          | 6              | 6            | -7               |
| 3    | Alex Partridge Richard Egington Alex Gregory Matthew Langridge         | Wielka Brytania | 5              | 13           | 0                |
| 4    | Tomaž Pirih Rok Rozman Rok Kolander Miha Pirih                         | Słowenia        | 4              | 4            | -9               |
| 5    | Jan Gruber Michal Horváth Milan Bruncvík Karel Neffe                   | Czechy          | 3              | 9            | -4               |
| 6    | Wadzim Lalin Andrej Dziemjanienka Jauhienij Nosau Alaksandr Kazubouski | Białoruś        | 2              | 2            | -11              |
| 7    | Ante Janjić Alen Banovac Josip Stojčević Marin Bogdan                  | Chorwacja       | 1              | 3            | -10              |

##### Czwórka podwójna (M4x)
| Poz. | Zawodnicy                                                          | Kraj            | Punkty za etap | Punkty razem | Strata do lidera |
| ---- | ------------------------------------------------------------------ | --------------- | -------------- | ------------ | ---------------- |
| 1    | David Šain Martin Sinković Damir Martin Valent Sinković            | Chorwacja       | 8              | 8            | -6               |
| 2    | Konrad Wasielewski Marek Kolbowicz Michał Jeliński Adam Korol      | Polska          | 6              | 14           | 0                |
| 3    | Janez Zupanc Gašper Fistravec Janez Jurše Iztok Čop                | Słowenia        | 5              | 5            | -9               |
| 4    | Charles Cousins Marcus Bateman Stephen Rowbotham Sam Townsend      | Wielka Brytania | 4              | 10           | -4               |
| 5    | René Bertram Tim Grohmann Karsten Brodowski Marcel Hacker          | Niemcy          | 3              | 3            | -11              |
| 6    | Anton Sołdunow Artiom Kosow Władimir Wołodienkow Władisław Riabcew | Rosja           | 2              | 6            | -8               |
| 7    | Petr Buzrla Milan Doleček Tomáš Karas David Jirka                  | Czechy          | 1              | 1            | -13              |

##### Ósemka (M8+)
| Poz. | Zawodnicy | Kraj            | Punkty za etap | Punkty razem | Strata do lidera |
| ---- | --- | --------------- | -------------- | ------------ | ---------------- |
| 1    | Maximilian Munski Florian Eichner Martin Rückbrodt Hanno Wienhausen Philipp Naruhn Falk Müller Thomas Protze Ruben Anemüller Martin Sauer               | Niemcy          | 8              | 8            | -4               |
| 2    | Krystian Aranowski Michał Szpakowski Rafał Hejmej Sławomir Kruszkowski Piotr Hojka Marcin Brzeziński Wojciech Gutorski Mikołaj Burda Daniel Trojanowski | Polska          | 6              | 12           | 0                |
| 3    | Tom Wilkinson Daniel Ritchie James Orme Tom Burton Mohamed Sbihi Tom Solesbury Tom Ransley James Clarke Phelan Hill                                     | Wielka Brytania | 5              | 10           | -2               |
| 4    | Tian Qiqiang Sun Zhaowen Han Bangfeng An Fengzhi Zhang Liangliang Yu Shuijian Guo Kang Song Kai Zhang Dechang                                           |                 | 4              | 4            | -8               |
| 5    | Yu Hui Kong Lingjun Yao Bingbing Gong Hao Liu Mingming Liu Shaobo Wang Haihui Wang Junfeng Zhang Shetian                                                |                 | 3              | 3            | -9               |

#### Konkurencje kobiet

##### Jedynka (W1x)
| Poz. | Zawodnik           | Kraj            | Punkty za etap | Punkty razem | Strata do lidera |
| ---- | ------------------ | --------------- | -------------- | ------------ | ---------------- |
| 1    | Miroslava Knapková | Czechy          | 8              | 8            | -4               |
| 2    | Emma Twigg         | Nowa Zelandia   | 6              | 6            | -6               |
| 3    | Julija Lewina      | Rosja           | 5              | 5            | -7               |
| 4    | Katherine Grainger | Wielka Brytania | 4              | 12           | 0                |
| 5    | Jitka Antošová     | Czechy          | 3              | 3            | -9               |
| 6    | Agata Gramatyka    | Polska          | 2              | 2            | -10              |
| 7    | Annick De Decker   | Belgia          | 1              | 1            | -11              |

##### Dwójka bez sternika (W2-)
| Poz. | Zawodnicy                        | Kraj            | Punkty za etap | Punkty razem | Strata do lidera |
| ---- | -------------------------------- | --------------- | -------------- | ------------ | ---------------- |
| 1    | Emma-Jane Feathery Rebecca Scown | Nowa Zelandia   | 8              | 8            | -3               |
| 2    | Li Tong Li Meng                  |                 | 6              | 6            | -5               |
| 3    | Kerstin Hartmann Marlene Sinnig  | Niemcy          | 5              | 5            | -6               |
| 4    | Katrin Reinert Nina Wengert      | Niemcy          | 4              | 4            | -7               |
| 5    | Louisa Reeve Olivia Whitlam      | Wielka Brytania | 3              | 11           | 0                |
| 6    | Alice Freeman Lindsey Maguire    | Wielka Brytania | 2              | 10           | -1               |
| 7    | Liu Xiaojie Zhang Huan           |                 | 1              | 1            | -10              |

##### Dwójka podwójna wagi lekkiej (LW2x)
| Poz. | Zawodnicy                                 | Kraj            | Punkty za etap | Punkty razem | Strata do lidera |
| ---- | ----------------------------------------- | --------------- | -------------- | ------------ | ---------------- |
| 1    | Hester Goodsell Sophie Hosking            | Wielka Brytania | 8              | 12           | -2               |
| 2    | Anja Noske Marie-Louise Dräger            | Niemcy          | 6              | 14           | 0                |
| 3    | Magdalena Kemnitz Agnieszka Renc          | Polska          | 5              | 8            | -6               |
| 4    | Jo Hammond Evi Geentjens                  | Belgia          | 4              | 4            | -10              |
| 5    | Ilona Mokronowska Weronika Deresz         | Polska          | 3              | 6            | -8               |
| 6    | Andrea Dennis Laura Greenhalgh            | Wielka Brytania | 2              | 6            | -8               |
| 7    | Stefanie Borzacchini Michaela Taupe-Traer | Austria         | 1              | 1            | -13              |

##### Dwójka podwójna (W2x)
| Poz. | Zawodnicy                           | Kraj            | Punkty za etap | Punkty razem | Strata do lidera |
| ---- | ----------------------------------- | --------------- | -------------- | ------------ | ---------------- |
| 1    | Magdalena Fularczyk Julia Michalska | Polska          | 8              | 13           | 0                |
| 2    | Annekatrin Thiele Christiane Huth   | Niemcy          | 6              | 6            | -7               |
| 3    | Annabel Vernon Anna Bebington       | Wielka Brytania | 5              | 13           | 0                |
| 4    | Rumjana Nejkowa Miglena Markowa     | Bułgaria        | 4              | 4            | -9               |
| 5    | Xu Dongxiang Yan Shimin             |                 | 3              | 3            | -10              |
| 6    | Fie Graugaard-Udby Lea Jakobsen     | Dania           | 2              | 3            | -10              |
| 7    | Anna Reymer Paula Twining           | Nowa Zelandia   | 1              | 1            | -12              |

##### Czwórka podwójna (W4x)
| Poz. | Zawodnicy                                                       | Kraj            | Punkty za etap | Punkty razem | Strata do lidera |
| ---- | --------------------------------------------------------------- | --------------- | -------------- | ------------ | ---------------- |
| 1    | Peggy Waleska Julia Lepke Tina Manker Stephanie Schiller        | Niemcy          | 8              | 8            | -6               |
| 2    | Rosamund Bradbury Beth Rodford Sarah Cowburn Katie Greves       | Wielka Brytania | 6              | 14           | 0                |
| 3    | Genevieve Armstrong Louise Trappitt Sarah Barnes Harriet Austin | Nowa Zelandia   | 5              | 6            | -8               |
| 4    | Yu Fei Wang Qiu Ye Xiumei Luo Ying                              |                 | 4              | 4            | -10              |
| 5    | Li Jieya Xiao Chuchu Guo Linna Xie Zhiying                      |                 | 3              | 3            | -11              |
| 6    | Wu Liping Tu Fenqin Tong Yunyi Yang Yan                         |                 | 2              | 2            | -12              |

##### Ósemka (W8+)
| Poz. | Zawodnicy | Kraj            | Punkty za etap | Punkty razem | Strata do lidera |
| ---- | --- | --------------- | -------------- | ------------ | ---------------- |
| 1    | Nadja Drygalla Franziska Kegebein Kathrin Thiem Anika Kniest Kerstin Naumann Ulrike Sennewald Christina Hennings Nadine Schmutzler Laura Schwensen | Niemcy          | 8              | 8            | -3               |
| 2    | Wang Lei Han Zhaoxia Wang Juan Xi Aihua Zhang Min Li Xin Li Yan Han Xiaoyan Xu Miao                                                                |                 | 6              | 6            | -5               |
| 3    | Roxana Cogianu Ionelia Neacsu Maria Diana Bursuc Cristina Ilie Adelina Cojocariu Nicoleta Albu Camelia Lupascu Eniko Barabas Teodora Stoica        | Rumunia         | 5              | 5            | -6               |
| 4    | Qu Xiaoli Sun Zhengping Hao Hui Wu Yunan Li Juju Yin Xiaobei Gu Xiaoli Zhao Yuqin Wu Kaili                                                         |                 | 4              | 4            | -7               |
| 5    | Jo Cook Jennifer Farmer Alison Knowles Kristina Stiller Olivia Whitlam Louisa Reeve Natasha Page Jessica Eddie Caroline O’Connor                   | Wielka Brytania | 3              | 11           | 0                |